# Nekrolog 1504
Nekrolog
◄◄
| ◄
| 1500
| 1501
| 1502
| 1503
| 1504 | 1505 | 1506 | 1507 | 1508 | ► | ►►
Weitere Ereignisse | Allgemeiner Nekrolog 1504
Die Beschreibung der verstorbenen Person sollte so kurz wie möglich gehalten sein und nur deren signifikante Tätigkeit(en) enthalten.
Neue Namen ggf. auch unter dem Geburts- und Sterbedatum, also etwa unter 1. Januar und im Geburts- und Sterbejahr (2024) eintragen (nur bei entsprechender großer Wichtigkeit). Für Beispiele siehe die schon vorhandenen Artikel.
Außerdem über die fünf zuletzt Verstorbenen, zu denen es einen ausreichend guten Artikel für eine Präsentation auf der Hauptseite gibt, nach der todesbedingten Überarbeitung der Artikel ggf. auch unter Wikipedia Diskussion:Hauptseite informieren und sie am besten auch in den anderen Wikipedia-Sprachversionen eintragen. Tipp: Regelmäßig bei news.google.de nach „ist tot“, „gestorben“ oder „verstorben“ suchen.
Wenn eine Person gestorben ist, gibt es viele Seiten zu dieser Person in der Wikipedia, die davon auch betroffen sind und entsprechend aktualisiert werden müssen. Beispiele: Namenübersichtsseite, Geburtsjahr, Geburtsort-Seiten und viele mehr.
Wie finde ich die betroffenen Seiten?
Im Suchfeld auf der linken Seite gibt man den Suchbegriff so ein: „Vorname Nachname“. Dann klickt man auf Volltext und alle Seiten mit entsprechendem Suchtext werden aufgerufen. Hier sieht man dann schnell, wo auch das Todesjahr Sinn macht oder sogar ein Teil des Artikels angepasst werden muss. Auch hilft das „Werkzeug“ auf der linken Seite sehr gut, um solche Seiten aufzufinden: „Links auf diese Seite“. Somit ist die Wikipedia wieder aktuell in allen Bereichen! Hinweis: bei Eintragung der Kategorie „Gestorben JAHR“ wird der Missbrauchsfilter 49 ausgelöst, was jedoch nicht schlimm ist. Siehe: Spezial:Missbrauchsfilter/49
Dies ist eine Liste von im Jahr 1504 verstorbenen bekannten Persönlichkeiten. Die Einträge erfolgen innerhalb der einzelnen Daten alphabetisch sortiert. Tiere sind im Nekrolog für Tiere zu finden.

## Januar
| Tag        | Name                  | Beruf, bekannt als                                                                   | Alter | Beleg |
| ---------- | --------------------- | ------------------------------------------------------------------------------------ | ----- | ----- |
| 6. Januar  | Watkyn Vaughan        | walisischer Adliger                                                                  |       |       |
| 13. Januar | Bernhard von Pollheim | Administrator von Wien, Kanoniker in Passau, Traunkirchen, Stuhlweißenburg und Dömös |       |       |
| 22. Januar | Pelbart von Temeswar  | Franziskaner, Prediger und Schriftsteller                                            |       |       |

## Februar
| Tag         | Name                    | Beruf, bekannt als                                        | Alter | Beleg |
| ----------- | ----------------------- | --------------------------------------------------------- | ----- | ----- |
| 17. Februar | Eberhard II.            | Graf von Württemberg-Stuttgart und Herzog von Württemberg |       |       |
| 22. Februar | Thomas von Blankenfelde | Berliner Bürgermeister                                    |       |       |

## März
| Tag      | Name             | Beruf, bekannt als | Alter | Beleg |
| -------- | ---------------- | ------------------ | ----- | ----- |
| 19. März | Hans von Hallwyl | Offizier           |       |       |

## April
| Tag       | Name                            | Beruf, bekannt als                               | Alter | Beleg |
| --------- | ------------------------------- | ------------------------------------------------ | ----- | ----- |
| 5. April  | Gumprecht I. von Neuenahr-Alpen | deutscher Adliger                                |       |       |
| 8. April  | Heinrich von Calven             | Ratsherr der Hansestadt Lübeck                   |       |       |
| 18. April | Filippino Lippi                 | italienischer Maler der Renaissance              |       |       |
| 26. April | Sophie von Pommern              | Prinzessin von Pommern; Herzogin von Mecklenburg |       |       |

## Mai
| Tag     | Name                             | Beruf, bekannt als    | Alter | Beleg |
| ------- | -------------------------------- | --------------------- | ----- | ----- |
| 5. Mai  | Anton Bastard von Burgund        | Grafen von La Roche   |       |       |
| 26. Mai | Margarethe von Hanau-Lichtenberg | deutsche Gräfin       | 41    |       |
| 31. Mai | Engelbert II.                    | Graf von Nassau-Breda | 53    |       |

## Juni
| Tag      | Name                 | Beruf, bekannt als                                               | Alter | Beleg |
| -------- | -------------------- | ---------------------------------------------------------------- | ----- | ----- |
| 11. Juni | Pandolfo Collenuccio | italienischer Humanist und Dichter                               | 60    |       |
| 19. Juni | Bernhard Walther     | Nürnberger Astronom des Mittelalters, Förderer von Regiomontanus |       |       |
| 22. Juni | Johann II.           | Herzog von Sagan und Glogau                                      | 69    |       |

## Juli
| Tag      | Name                             | Beruf, bekannt als                                                        | Alter | Beleg |
| -------- | -------------------------------- | ------------------------------------------------------------------------- | ----- | ----- |
| 2. Juli  | Hermann von Bömelberg            | Fürstabt von Corvey                                                       |       |       |
| 2. Juli  | Ștefan cel Mare                  | Wojwode des Fürstentums Moldau                                            |       |       |
| 12. Juli | Volmar Warendorp                 | Ratsherr in Lübeck                                                        |       |       |
| 21. Juli | Půta Švihovský                   | tschechischer Adeliger, Richter und Hauptmann                             |       |       |
| 29. Juli | Thomas Stanley, 1. Earl of Derby | englischer Staatsmann, erster Earl of Derby und Herrscher der Isle of Man |       |       |

## August
| Tag        | Name                         | Beruf, bekannt als                                                     | Alter | Beleg |
| ---------- | ---------------------------- | ---------------------------------------------------------------------- | ----- | ----- |
| 8. August  | Peter Schott der Ältere      | Politiker in Straßburg                                                 |       |       |
| 8. August  | Hanns von Wulfestorff        | Ritter, Lehnsherr, Münzmeister, Königlicher Rat                        |       |       |
| 14. August | Enevold Sövenbröder          | Hofmeister des Herzogs Friedrich I. (Dänemark und Norwegen)            |       |       |
| 15. August | Agnes III. von Anhalt        | Äbtissin des Kaiserlich freien weltlichen Reichsstifts von Gandersheim |       |       |
| 18. August | Clemente Grosso della Rovere | römisch-katholischer Bischof und Kardinal                              |       |       |
| 18. August | Domenico Maria da Novara     | Astronom                                                               |       |       |
| 20. August | Ruprecht von der Pfalz       | Fürstelekt von Freising, Erbe von Bayern-Landshut                      | 23    |       |
| 22. August | Philipp II.                  | deutscher Adliger, Graf von Hanau-Lichtenberg                          | 42    |       |
| 24. August | Ludwig von Helmstatt         | Bischof von Speyer                                                     |       |       |
| 25. August | Ludovico Podocathor          | Kardinal der katholischen Kirche                                       |       |       |
| 31. August | Scholastica von Anhalt       | deutsche Äbtissin                                                      |       |       |

## September
| Tag           | Name                              | Beruf, bekannt als                                       | Alter | Beleg |
| ------------- | --------------------------------- | -------------------------------------------------------- | ----- | ----- |
| 4. September  | Robert II. de Sarrebruck-Commercy | Seigneur de Commercy, Graf von Braine und Graf von Roucy |       |       |
| 10. September | Philibert II.                     | Herzog von Savoyen                                       | 24    |       |
| 15. September | Elisabeth von Bayern              | Pfalzgräfin bei Rhein                                    |       |       |

## Oktober
| Tag         | Name            | Beruf, bekannt als                                                                           | Alter | Beleg |
| ----------- | --------------- | -------------------------------------------------------------------------------------------- | ----- | ----- |
| 10. Oktober | Michael         | deutscher Benediktinerabt                                                                    |       |       |
| 12. Oktober | Johann Corvinus | Herzog von Troppau, Glogau, Leobschütz, Liptau und Slawonien, Ban von Kroatien und Slawonien | 31    |       |

## November
| Tag          | Name                 | Beruf, bekannt als                                             | Alter | Beleg |
| ------------ | -------------------- | -------------------------------------------------------------- | ----- | ----- |
| 9. November  | Friedrich I.         | König von Neapel                                               | 52    |       |
| 26. November | Isabella I.          | Königin von Kastilien                                          | 53    |       |
| November     | Beatriz de Bobadilla | Herrscherin über die kanarischen Inseln La Gomera und El Hiero |       |       |

## Dezember
| Tag          | Name                   | Beruf, bekannt als                                      | Alter | Beleg |
| ------------ | ---------------------- | ------------------------------------------------------- | ----- | ----- |
| 21. Dezember | Berthold von Henneberg | deutscher Geistlicher, Erzbischof von Mainz (1484–1504) |       |       |

## Datum unbekannt
| Tag | Name                    | Beruf, bekannt als | Alter | Beleg |
| --- | ----------------------- | --- | ----- | ----- |
|     | Johannes Ambrosii       | Titularbischof von Cyzicus und Weihbischof in Breslau                                                                 |       |       |
|     | Anacaona                | Königin des Volkes der Taíno                                                                                          |       |       |
|     | Francesca Bentivoglio   | Tochter von Giovanni II. Bentivoglio, Herr von Bologna                                                                |       |       |
|     | Pedro Berruguete        | spanischer Maler |       |       |
|     | Lux Böblinger           | deutscher Baumeister                                                                                                  |       |       |
|     | Mauro Codussi           | italienischer Steinmetz und Architekt der Frührenaissance                                                             |       |       |
|     | Nicolao Coelho          | portugiesischer Seefahrer und Entdecker                                                                               |       |       |
|     | Peter Drach             | Buchdrucker |       |       |
|     | Gaudenz von Matsch      | Adeliger aus dem Geschlecht der Matscher                                                                              |       |       |
|     | Henning Hagen           | deutscher Benediktiner und spätmittelalterlicher Historiker                                                           |       |       |
|     | Joachim I.              | Patriarch von Konstantinopel                                                                                          |       |       |
|     | Michael von Žamberk     | utraquistischer Priester, Bischof der Böhmischen Brüder (ab 1467)                                                     |       |       |
|     | Johan van den Mynnesten | deutsch-niederländischer Maler und Kupferstecher                                                                      |       |       |
|     | Hermen Rode             | deutscher Maler |       |       |
|     | Sönam Choglang          | tibetischer Buddhist, wurde postum als zweiter Panchen Lama der Gelug-Tradition des tibetischen Buddhismus bezeichnet |       |       |
|     | Stefan Waid             | deutscher Baumeister                                                                                                  |       |       |
|     | Christoph Wulfing       | Landrichter und Ratsherr                                                                                              |       |       |